# Omos
Tolulope "Jordan" Omogbehin (nascido em 16 de maio de 1994) é um lutador profissional nigeriano-americano e ex-jogador de basquete universitário. Ele está atualmente trabalha na WWE, onde atua na marca Raw sob o nome de ringue Omos. Ele jogou basquete universitário na Universidade do Sul da Flórida e na Universidade Estadual de Morgan, de 2014 a 2015. Omogbehin assinou com a WWE em janeiro de 2019. Ele é um ex-Campeão de Duplas do Raw na WWE, mantendo os títulos com AJ Styles durante o verão de 2021.

## Início de vida
Omogbehin nasceu em 16 de maio de 1994 em Lagos, Nigéria. Depois que sua família migrou para os Estados Unidos, Omogbehin frequentou e se formou na Atlantic Shores Christian School em Chesapeake, Virgínia, e até o ensino médio, ele jogou basquete e continuou no esporte depois de escolher frequentar a Universidade do Sul da Flórida, onde jogou no posição central. Omogbehin afirma ter conhecido a lenda do basquete Hakeem Olajuwon durante a viagem da equipe do USF Bulls a Houston, Texas, em 2014. Omogbehin também jogou basquete na Universidade Estadual de Morgan em Baltimore, Maryland, depois de se transferir da USF; ele jogou no centro do Morgan State Bears de 2014 a 2015.

## Carreira na luta livre profissional

### WWE

#### Treinamento e estreia (2019–2020)
Foi relatado em 1º de janeiro de 2019 que a WWE contratou Omogbehin com seis outros atletas para treinar no WWE Performance Center. Em 18 de julho de 2019, Omogbehin fez sua estreia no ringue durante um house show em 18 de julho, derrotando o time 2.0 em uma partida de handicap dois contra um. Ele continuaria lutando em shows caseiros durante os meses seguintes. Em 15 de junho de 2020, ele fez sua estreia na televisão durante o episódio do Monday Night Raw, onde foi apresentado como um membro surpresa da facção ninja de Akira Tozawa. Aparecendo como o membro mais alto da facção, Omogbehin foi referido apenas como o "Giant Ninja" enquanto estava ao lado do ringue durante a luta da equipe Tozawa contra The Street Profits e The Viking Raiders, no entanto, ele seria reembalado como guarda-costas logo depois, servindo como o porteiro e segurança do Raw Underground de Shane McMahon.

#### Aliança com AJ Styles (2020–2021)
Em outubro de 2020, após o cancelamento do Raw Underground, Omogbehin começou a se associar a AJ Styles, estabelecendo-se assim como um heel. No Survivor Series, Omogbehin foi apresentado com um novo nome de ringue, Omos. No TLC: Tables, Ladders and Chairs, Omos estava envolvido na luta pelo Campeonato da WWE com a estipulação de mesmo nome, impedindo que The Miz alcançasse o título e o derrubando em uma mesa colocada fora do ringue antes de perseguir John Morrison pelas costas. No Royal Rumble, durante a luta Royal Rumble de 2021, Omos se envolveu impedindo que AJ Styles fosse eliminado em algumas ocasiões. Omos eliminou Big E e Rey Mysterio apesar de não estar na luta. Ele também ajudaria Styles a entrar na Elimination Chamber antes de ser expulso pelo oficial da WWE Adam Pearce.
Em 15 de março de 2021, episódio do Raw, Omos anunciou que faria sua estreia no ringue televisionada na WrestleMania 37 ao lado de Styles contra The New Day (Kofi Kingston e Xavier Woods) pelo Campeonato de Duplas do Raw. No evento, Omos e Styles derrotaram The New Day para ganhar os títulos, depois que Omos atingiu Kingston com uma choke bomb e o derrotou. No SummerSlam, Omos e Styles perderam o Campeonato de Duplas do Raw para RK-Bro (Randy Orton e Riddle). No Extreme Rules, Omos e Styles se uniram a Bobby Lashley para enfrentar o The New Day em uma luta de duplas de 6 homens, na qual Styles, Omos e Lashley perderam. Depois disso, foi anunciado que Styles e Omos enfrentariam RK-Bro em uma revanche pelos títulos de duplas no Crown Jewel. No evento, eles não conseguiram recuperar os títulos.
No Survivor Series em 21 de novembro de 2021, Omos participou de uma batalha real de marca dupla de 25 homens em homenagem ao 25º aniversário da estreia de The Rock no Survivor Series de 1996. Omos teve o maior número de eliminações em 12 e venceu a partida eliminando Ricochet por último. Após semanas de tensão entre ele e Styles, no episódio do Raw de 20 de dezembro de 2021, Omos se recusou a entrar na luta contra Rey Mysterio e Dominik Mysterio, o que acabou custando a luta. Uma briga eclodiu entre os dois, efetivamente terminando sua aliança quando Omos virou contra AJ Styles.

#### Competição individual e aliança com MVP (2022–presente)
No episódio do Raw de 3 de janeiro de 2022, uma semana após a separação de Styles, uma luta foi marcada entre os dois, onde Omos derrotou Styles. Em 29 de janeiro, no Royal Rumble, Omos entrou na luta homônima pela primeira vez em sua carreira como número 11, onde eliminou Montez Ford, Angelo Dawkins e Damian Priest antes de ser eliminado por Styles, Austin Theory, Chad Gable, Dominik Mysterio, Ricochet e Ridge Holland. Na noite 2 da WrestleMania 38, ele enfrentou Bobby Lashley em um combate perdido, marcando sua primeira derrota por pinfall na WWE. No Raw de 4 de abril, Omos e MVP atacaram Bobby Lashley, formando assim uma aliança entre os dois.

## Vida pessoal
Omogbehin é fluente em inglês e francês.

## Campeonatos e conquistas
- WWE
  - Campeonato de Duplas do Raw (1 vez) – com AJ Styles[25]
  - The Rock 25th Anniversary Battle Royal (2021)